# Coin de Mire
Ne doit pas être confondu avec Coin du Mire.
Le Coin de Mire, Gunner's Quoin en anglais, est une île mauricienne située à huit kilomètres de la côte nord de l'île Maurice, d'où il est visible et aisément reconnaissable à son profil pentu. Il ne peut être visité, étant classé en réserve naturelle protégée abritant de nombreux oiseaux. En outre, son rivage possède peu de points d'ancrage.

## Géographie

### Géographie physique
Lorsque le 15 mars 1801 les îlots au nord de l'île Maurice furent approchés par l'expédition Baudin, le Français Jean-Baptiste Bory de Saint-Vincent les décrivit depuis le Naturaliste en affirmant que « de tous ces rochers épars, le coin de Mire est le plus digne de fixer l'attention du géologiste ». Ainsi, « vu par le côté qui regarde l'est, il a la forme d'un monticule ordinaire ; mais lorsqu'on le double et qu'on l'aperçoit par le nord ou par le sud, il présente un bien autre aspect. Coupé à pic du côté occidental, on distingue dans sa cassure qu'il est formé de laves superposées, et qui ont coulé les unes sur les autres successivement ». Il ajoute que « ces couches sont très-inclinées de l'ouest à l'est, de sorte qu'on ne peut attribuer la formation du coin de Mire qu'aux réjections d'un cratère qui existait autrefois ».
Jean-Baptiste Bory de Saint-Vincent écrit également que « les navires peuvent passer entre l'île-de-France et le coin de Mire ; on prétend même qu'il y a beaucoup d'eau : la mer cependant y paraît très-clapoteuse, ce qui vient sans doute de l'opposition des courans », lesquels seraient « brisés de différentes manières » par les îlots situés plus au nord.

### Faune et flore
En 1801, Jean-Baptiste Bory de Saint-Vincent relève depuis son bateau « des graminées et quelques lataniers » qui « croissent à regret sur les pentes du coin de Mire, alternativement brûlées par un soleil ardent, ou battues par les vents les plus impétueux ». Des oiseaux et des reptiles endémiques y vivent. L'éradication dans les années 1990 du lapin, du surmulot et du lièvre à cou noir introduits a permis d'améliorer la situation. 
Le Coin de Mire possède un écosystème dominé par quarante-huit espèces exotiques et vingt-quatre espèces endémiques dont certaines rares comme Lomatophyllum tormentorii, sorte d'aloès indigène des îles du nord de Maurice, ou Cynanchum scopulosum, liane sans feuille appelée « liane calée » poussant sur la falaise. Le latanier bleu, Dicliptera falcata, Tylophora coriacea, le veloutier vert, Opuntia vulgaris, Flacourtia indica entre autres croissent dans ce milieu naturel aujourd'hui préservé. La propagation de la graminée Heteropogon contortus, inflammable, est surveillée.

## Histoire
Les colons hollandais installés sur l'île Maurice au début de son histoire ont tenté d'établir une plantation de cannes à sucre sur le Coin de Mire, et il en reste des traces aujourd'hui.

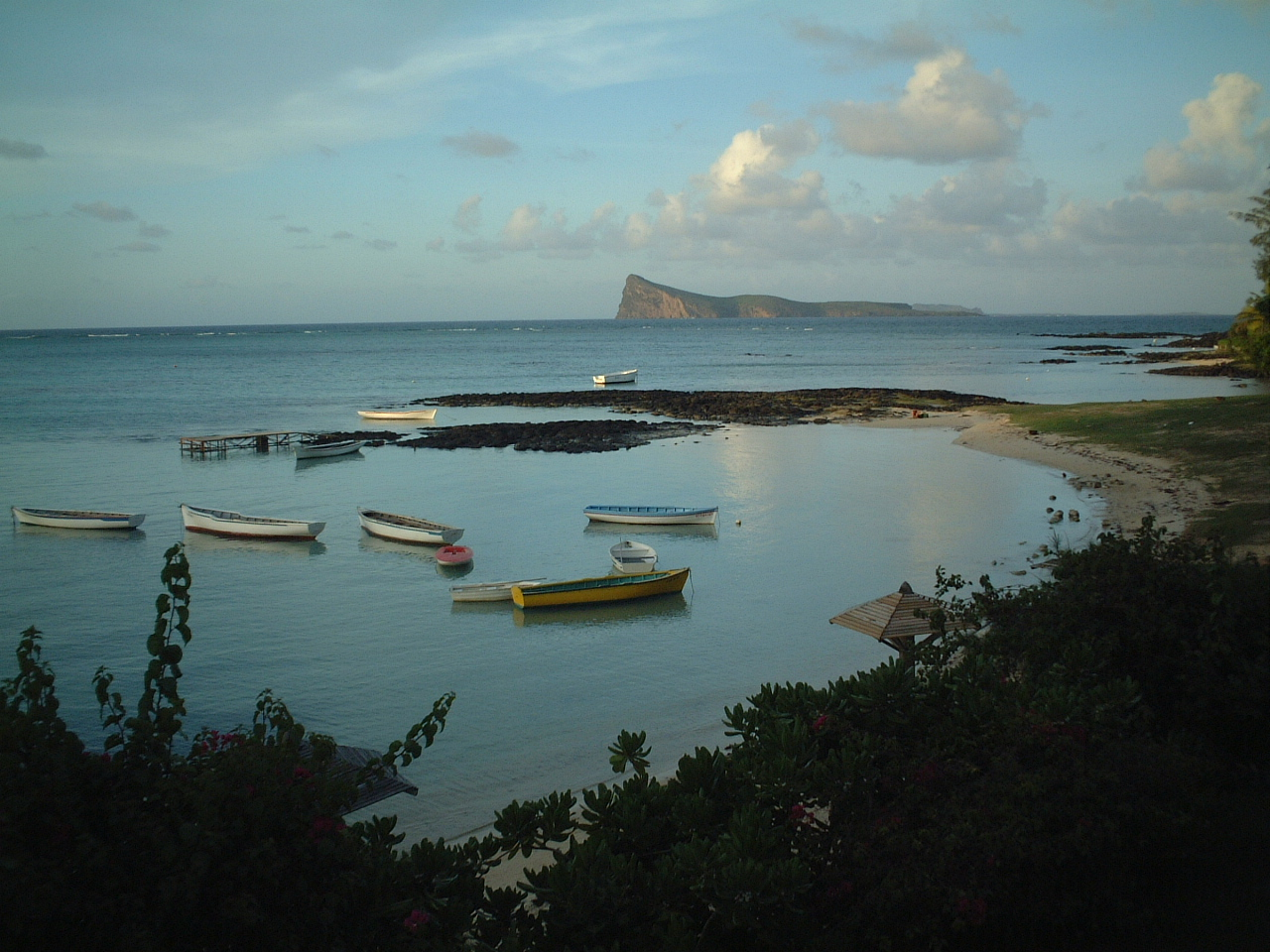
Coin de Mire vue depuis le cap Malheureux.